# الكدابين الثلاثة (فلم)
الكدابين الثلاثة، فيلم مصري من إنتاج عام 1970، ويحكي ثلاث قصص منفصلة عن ثلاثة رجال يجمعهما صفة الكذب.

## القصة الأولى

### الأحداث
تدور الأحداث حول زغلول سائق اللوري الذي يأمل بأن يقضي ليلة مع أصدقائه في أحد الكباريهات، فيخبر زوجته بأنه في هذه الليلة هناك حفل زفاف أحد زملائه، وفي الكباريه تحدث مجموعة مفارقات حيث يظن فرد من أفراد العصابة أن هذ السائق هو رئيسهم شريف، مما يسبب مأزقًا للسائق، ولا ينقذه سوى ظهور رئيس العصابة الحقيقي.

### طاقم التمثيل
- أمين الهنيدي: (زغلول/شريف)
- مديحة كامل: (ثريا)
- فايزة فؤاد: (الراقصة)
- ممتاز أباظة: (محسن)
- فتحية عبد الغني: (زوجة زغلول)
- كمال الزيني: (المحقق)
- سيد عبد الله: (خليل أفندي)

## القصة الثانية

### الأحداث
تدور الأحداث حول الأستاذ الموسيقار المرجاوي المشهور بمجموعة أكاذيب بنى عليها شهرته ومركزه المرموق، متزوج من الممثلة زيزيت، يطلب منها الكوافير أن تتوسط لمقابلة زوجها، يشجع المرجاوي الشاب، يفلح جاره الدكتور عز الدين في اختراع دواء جديد ضد الكذب، يتناوله الموسيقار، فيكتشف الجميع مدى كذبه وحقيقته، وهو يقدم فرقته الفنية أمام الجمهور، ويعترف أنه غير موهوب، مما يثير فضيحة.

### طاقم التمثيل
- عبد المنعم إبراهيم: (المرجاوي)
- نبيلة عبيد: (زيزيت)
- محمد توفيق: (د. عز الدين محمود)
- أحمد غانم: (شبل محمود - الكوافير)
- أحمد نبيل: (جميل - مساعد الكوافير)
- زيزي مصطفى: (الراقصة)

## القصة الثالثة

### الأحداث
تدور الأحداث حول صلاح شاب طائش فقير متطلع ولديه آمال في الترقي، يخطب فتاة ثرية لابتزازها، هو وعشيقته، لكنه سرعان ما ينكشف أمره عندما يتوجه إلى الإسكندرية بسيارة خطيبته، مع عشيقته، إلا أنه يتهم بأنه صدم طفلاً وسط الطريق، ويلقى القبض عليه وينكشف خداعه.

### طاقم التمثيل
- حسن يوسف: (صلاح)
- ناهد شريف: (عشيقة صلاح)
- سهير الباروني: (علية)
- وحيد عزت: (الضابط)

## فريق العمل
- إخراج: منير التوني
- قصة: محمد عثمان، أحمد كامل، عاشور عليش
- سيناريو وحوار: محمد عثمان، أحمد كامل، منير التوني
- إنتاج: إبراهيم والي
- توزيع: أفلام إدوار خياط

## وصلات خارجية
- مقالات تستعمل روابط فنية بلا صلة مع ويكي بيانات